# 哈吾寺
哈吾寺，位于西藏自治区日喀则地区日喀则市，是一座藏传佛教宁玛派寺院。

## 简介
哈吾寺位于西藏自治区日喀则地区日喀则市，为藏传佛教宁玛派寺院。
宁玛派活佛也实行塔葬，但其法体处理和灵塔兴建则与格鲁派不同。哈吾寺六世活佛土登次旺·土觉多吉1991年圆寂，享年90岁。他圆寂之后，其法体被装入一与人体高度相当的大土框里，土框四周堆满洁净的细沙。大约三年之后，待细沙吸干了法体中的水份后，法体会变为木乃伊。此后再对法体整容、穿好僧衣、葬入已建好的“曲典”（相当于灵塔）。他的儿子、继任哈吾寺活佛格桑旦增说：“1995年，法体将进入曲典，接受香火。”宁玛派活佛的曲典，下方是一个四方式，装藏活佛的遗物、经卷、供物；中间是回形，装有法体；上顶是一圆锥形的尖。宁玛派不兴建祀殿，曲典建在殿门外一侧。